# Castelli della Repubblica Ceca
La Boemia è ricca di castelli medievali, costruiti a partire dal XIII secolo, quando la Repubblica Ceca si divise in due regioni: Boemia e Moravia.

## Principali castelli
- Castello di Praga, è il più grande castello del mondo: all'interno delle sue mura si trovano la cattedrale di San Vito, il parlamento ceco e svariati altri edifici.
- Castello di Český Krumlov, il secondo castello più grande della Repubblica Ceca, situato nella Boemia settentrionale.
- Karlštejn: situato a 25 chilometri a sud-ovest di Praga, questo castello è costruito su un pendio boscoso. Presenta pareti bianche ornate protette da tetti di color marrone scuro. Le quattro torri che costituiscono il castello sono circondate da mura, che in totale hanno sette torri di vedetta.
- Veltrusy: a 20 chilometri a nord di Praga, è situato nell'omonima cittadina, denominata anche Veltrusy. Il castello risale al tardo XVII secolo ed è situato in un parco di 300 ettari.
- Křivoklát: risalente al XIII secolo, è stato voluto da Venceslao I. Esso presenta una struttura tipica del castello medievale: una torre molto alta che domina il centro della costruzione e una chiesa. È situato a 45 chilometri a ovest di Praga.
- Konopiště: anch'esso è stato costruito nel XIII secolo, dopo essere stato rimaneggiato, in epoca più tarda, da František Kaňka, in stile barocco. È situato a 40 chilometri a sud di Praga.
- Seeberg: costruito all'inizio del XIII secolo, nella regione regione di Karlovy Vary.
- Frýdlant: pure del XIII secolo, comprende una parte gotica e una rinascimentale. Al suo interno si trova un museo ed è uno dei castelli più visitati nel paese.
- Strakonice: costruito dalla famiglia dei Bavor nel XIII secolo, poi appartenuto all'Ordine di San Giovanni. Oggetto di una ricostruzione del XVI secolo e attualmente museo.